# Natação nos Jogos Europeus de 2015 - 50 m livre masculino
A competição dos 50 metros livre masculino foi um dos eventos da natação nos Jogos Europeus de 2015, em Baku, no Azerbaijão. Foi disputada no Centro Aquático de Baku no dia 27 de junho.

## Calendário
Horário de verão do Azerbaijão (UTC+5).
| Data        | Horário | Fase         |
| ----------- | ------- | ------------ |
| 27 de junho | 09:30   | Eliminatória |
| 27 de junho | 17:30   | Semifinal    |
| 27 de junho | 19:06   | Final        |

## Medalhistas
| Ouro   | ISR Ziv Kalontarov    |
| Prata  | ITA Giovanni Izzo     |
| Bronze | RUS Aleksei Brianskii |

## Recordes
Antes desta competição, os recordes mundiais e dos jogos europeus dessa prova eram os seguintes:
| Tipo                       | Atleta                | Tempo | Local     | Data                   |
| -------------------------- | --------------------- | ----- | --------- | ---------------------- |
|                            | BRA César Cielo Filho | 20s91 | São Paulo | 18 de dezembro de 2009 |
| Recorde dos Jogos Europeus | Não estabelecido      | –     |           |                        |

Os seguintes recordes mundiais ou dos jogos europeus foram estabelecidos durante esta competição:
| Data        | Evento | Nome           | Nacionalidade | Tempo | Notas                      |
| ----------- | ------ | -------------- | ------------- | ----- | -------------------------- |
| 27 de junho | Final  | Ziv Kalontarov | Israel        | 22.16 | Recorde dos Jogos Europeus |

## Resultados

### Eliminatórias
A eliminatória foi realizada no dia 27 de junho. 
| Pos. | Bateria | Raia | Nadador                | Nacionalidade            | Tempo | Notas |
| ---- | ------- | ---- | ---------------------- | ------------------------ | ----- | ----- |
| 1    | 6       | 5    | Ziv Kalontarov         | ISR Israel               | 22.62 | Q,    |
| 2    | 7       | 3    | Hüseyin Emre Sakçı     | TUR Turquia              | 22.81 | Q     |
| 3    | 6       | 4    | Giovanni Izzo          | ITA Itália               | 22.95 | Q     |
| 4    | 7       | 8    | Bruno Blašković        | CRO Croácia              | 23.03 | Q     |
| 5    | 5       | 4    | Aleksei Brianskii      | RUS Rússia               | 23.06 | Q     |
| 6    | 4       | 0    | Daniel Zaitsev         | EST Estônia              | 23.07 | Q     |
| 7    | 4       | 6    | Nikola Miljenić        | CRO Croácia              | 23.12 | Q     |
| 8    | 7       | 5    | Alessandro Bori        | ITA Itália               | 23.19 | Q     |
| 9    | 5       | 3    | Georg Gutmann          | RUS Rússia               | 23.20 | Q     |
| 10   | 5       | 2    | Andrej Barna           | SRB Sérvia               | 23.22 | Q     |
| 11   | 7       | 0    | Oszkár Lavotha         | HUN Hungria              | 23.25 | Q     |
| 12   | 7       | 4    | Thomas Fannon          | GBR Grã-Bretanha         | 23.26 | Q     |
| 13   | 5       | 5    | Andrea Vergani         | ITA Itália               | 23.32 |       |
| 14   | 7       | 9    | Nikita Tsernosev       | EST Estônia              | 23.33 | Q     |
| 15   | 7       | 1    | Maxime Cadiat          | FRA França               | 23.34 | Q     |
| 16   | 7       | 1    | Ivano Vendramme        | ITA Itália               | 23.35 |       |
| 17   | 6       | 6    | Sergii Shevtsov        | UKR Ucrânia              | 23.36 | Q     |
| 18   | 6       | 2    | Paweł Sendyk           | POL Polônia              | 23.47 | Q     |
| 19   | 7       | 6    | Marek Ulrich           | GER Alemanha             | 23.49 |       |
| 20   | 7       | 7    | Josef Moser            | CZE Chéquia              | 23.56 |       |
| 21   | 6       | 6    | Alexander Lohmar       | GER Alemanha             | 23.58 |       |
| 22   | 6       | 8    | Ivan Denysenko         | UKR Ucrânia              | 23.59 |       |
| 23   | 5       | 8    | Mark Shperkin          | ISR Israel               | 23.60 |       |
| 24   | 1       | 4    | Robin Grünberger       | AUT Áustria              | 23.61 |       |
| 25   | 6       | 3    | Daniel Speers          | GBR Grã-Bretanha         | 23.62 |       |
| 26   | 5       | 0    | Nikita Saunonen        | FIN Finlândia            | 23.65 |       |
| 27   | 5       | 1    | Vladyslav Perepelytsia | UKR Ucrânia              | 23.68 |       |
| 28   | 2       | 3    | Viacheslav Ohnov       | UKR Ucrânia              | 23.73 |       |
| 28   | 4       | 1    | Tobias Bjerg           | DEN Dinamarca            | 23.73 |       |
| 30   | 4       | 4    | Matija Pucarević       | SRB Sérvia               | 23.74 |       |
| 31   | 4       | 7    | Ármin Reményi          | HUN Hungria              | 23.81 |       |
| 32   | 3       | 2    | Philip Greve           | DEN Dinamarca            | 23.82 |       |
| 32   | 6       | 0    | Daniel Forndal         | SWE Suécia               | 23.82 |       |
| 34   | 5       | 6    | Robert Glință          | ROU Romênia              | 23.84 |       |
| 35   | 5       | 9    | Sergei Sudakov         | RUS Rússia               | 23.86 |       |
| 36   | 5       | 9    | Daniel Aizenberg       | ISR Israel               | 23.91 |       |
| 36   | 3       | 1    | Adi Mešetović          | BIH Bósnia e Herzegovina | 23.91 |       |
| 38   | 3       | 9    | Niko Mäkelä            | FIN Finlândia            | 23.92 |       |
| 38   | 4       | 2    | Hryhory Pekarski       | BLR Bielorrússia         | 23.92 |       |
| 40   | 3       | 7    | Jakub Książek          | POL Polônia              | 23.95 |       |
| 41   | 3       | 3    | Olivier Petignat       | SUI Suíça                | 23.99 |       |
| 41   | 5       | 7    | Michał Brzuś           | POL Polônia              | 23.99 |       |
| 43   | 4       | 5    | Idan Dotan             | ISR Israel               | 24.06 |       |
| 45   | 3       | 4    | Manuel Leuthard        | SUI Suíça                | 24.09 |       |
| 46   | 3       | 5    | Kristian Komlenić      | CRO Croácia              | 24.10 |       |
| 47   | 3       | 6    | Paulus Schön           | GER Alemanha             | 24.18 |       |
| 47   | 6       | 9    | Marius Rødland         | NOR Noruega              | 24.18 |       |
| 49   | 6       | 9    | Filip Grimberg         | SWE Suécia               | 24.27 |       |
| 50   | 4       | 9    | Gabriel Sonoc          | ROU Romênia              | 24.32 |       |
| 51   | 1       | 3    | Maid Sukanović         | BIH Bósnia e Herzegovina | 24.76 |       |
| 52   | 2       | 0    | Eric Fernández Malvar  | AND Andorra              | 24.82 |       |
| 53   | 2       | 6    | Dorian Fazekas         | AZE Azerbaijão           | 24.32 |       |
| 54   | 2       | 5    | Giorgi Biganishvili    | GEO Geórgia              | 24.32 |       |
| 55   | 3       | 0    | Sigurd Bøen            | NOR Noruega              | 24.32 |       |
| 56   | 2       | 4    | Takis Papadopoulos     | CYP Chipre               | 24.32 |       |
| 57   | 2       | 8    | Juderi Bitchkasghvili  | GEO Geórgia              | 24.32 |       |
| 58   | 2       | 1    | Ljupcho Angelovski     | MKD Macedônia do Norte   | 25.76 |       |
| 59   | 2       | 2    | Tarik Hoch             | LIE Liechtenstein        | 26.12 |       |
| 60   | 1       | 5    | Laurit Muja            | KOS Kosovo               | 27.00 |       |
| 61   | 4       | 8    | Elisei Stepanov        | RUS Rússia               | DNS   |       |
| 61   | 6       | 1    | Michał Chudy           | POL Polônia              | DNS   |       |

### Semifinal
A semifinal foi realizada no dia 27 de junho.

#### Semifinal 1
| Pos. | Raia | Nadador            | Nacionalidade    | Tempo | Notas |
| ---- | ---- | ------------------ | ---------------- | ----- | ----- |
| 1    | 4    | Hüseyin Emre Sakçı | TUR Turquia      | 22.78 | Q     |
| 2    | 5    | Bruno Blašković    | CRO Croácia      | 22.90 | Q     |
| 3    | 2    | Andrej Barna       | SRB Sérvia       | 22.94 | q     |
| 4    | 3    | Daniel Zaitsev     | EST Estônia      | 23.00 | q     |
| 5    | 7    | Thomas Fannon      | GBR Grã-Bretanha | 23.03 |       |
| 6    | 6    | Alessandro Bori    | ITA Itália       | 23.16 |       |
| 7    | 8    | Paweł Sendyk       | POL Polônia      | 23.22 |       |
| 8    | 1    | Maxime Cadiat      | FRA França       | 23.42 |       |

#### Semifinal 2
| Pos. | Raia | Nadador           | Nacionalidade | Tempo | Notas |
| ---- | ---- | ----------------- | ------------- | ----- | ----- |
| 1    | 4    | Ziv Kalontarov    | ISR Israel    | 22.61 | Q,    |
| 2    | 5    | Giovanni Izzo     | ITA Itália    | 22.73 | Q     |
| 3    | 3    | Aleksei Brianskii | RUS Rússia    | 22.76 | q     |
| 4    | 7    | Oszkár Lavotha    | HUN Hungria   | 22.96 | q     |
| 5    | 2    | Georg Gutmann     | RUS Rússia    | 23.02 |       |
| 6    | 1    | Nikita Tsernosev  | EST Estônia   | 23.21 |       |
| 7    | 8    | Sergii Shevtsov   | UKR Ucrânia   | 23.49 |       |
| 8    | 6    | Nikola Miljenić   | CRO Croácia   | 24.20 |       |

### Final
A final foi realizada no dia 27 de junho.
| Pos.              | Raia | Nadador            | Nacionalidade | Tempo | Notas                      |
| ----------------- | ---- | ------------------ | ------------- | ----- | -------------------------- |
| Medalha de ouro   | 4    | Ziv Kalontarov     | ISR Israel    | 22.16 | Recorde dos Jogos Europeus |
| Medalha de prata  | 5    | Giovanni Izzo      | ITA Itália    | 22.51 |                            |
| Medalha de bronze | 3    | Aleksei Brianskii  | RUS Rússia    | 22.69 |                            |
| 4                 | 6    | Hüseyin Emre Sakçı | TUR Turquia   | 22.75 |                            |
| 5                 | 1    | Oszkár Lavotha     | HUN Hungria   | 22.89 |                            |
| 6                 | 7    | Andrej Barna       | SRB Sérvia    | 22.95 |                            |
| 7                 | 2    | Bruno Blašković    | CRO Croácia   | 22.96 |                            |
| 8                 | 8    | Daniel Zaitsev     | EST Estônia   | 22.99 |                            |

Legenda
| Recorde mundial            | Recorde mundial (World record)                     |                       | Recorde africano                      | Recorde africano (African) |                                           | Q | Classificado por posição (Qualified) |
| Recorde dos Jogos Europeus | Recorde dos Jogos Europeus (European Games record) | Recorde da América    | Recorde da América (Americas)         | q                          | Classificado por melhor tempo (Qualified) |   |                                      |
| Melhor marca do ano        | Melhor marca do ano (World leading)                | Recorde asiático      | Recorde asiático (Asian)              | DNS                        | Não largou (Did not start)                |   |                                      |
| Recorde nacional           | Recorde nacional (National record)                 | Recorde europeu       | Recorde europeu (European)            | DNF                        | Não terminou (Did not finish)             |   |                                      |
| Recorde pessoal            | Recorde pessoal do atleta (Personal best)          | Recorde da Oceania    | Recorde da Oceania (Oceania)          | DSQ / DQ                   | Desclassificado (Disqualified)            |   |                                      |
| Recorde da temporada       | Recorde da temporada do atleta (Season best)       | Recorde sul-americano | Recorde sul-americano (South America) | NM                         | Sem marca (No mark)                       |   |                                      |